# Movimento Repubblicani Europei
Der Movimento Repubblicani Europei (Bewegung der Europäischen Republikaner) ist eine kleine liberale Partei in Italien.
Sie hatte sich 2001 vom traditionsreichen PRI abgespalten, weil dieser sich dem Wahlbündnis Casa delle Libertà um Silvio Berlusconi angeschlossen hatte. Der Movimento Repubblicani Europei gehörte als Partei der linken Mitte den linken Wahlbündnissen L’Ulivo und L’Unione an.
Die Partei sah ihre historischen Wurzeln im Wirken berühmter italienischer demokratischer Republikaner wie Giuseppe Mazzini und Ugo La Malfa. 
Die Vorsitzende der Partei, Luciana Sbarbati, wurde 2004 als einzige Vertreterin ihrer Partei ins Europaparlament gewählt.
Am 14. Oktober 2007 ging die Partei mit den Democratici di Sinistra, den Christdemokraten von La Margherita und sechs weiteren Gruppierungen des Mitte-links-Lagers in der Demokratischen Partei (Partito Democratico) auf.